# Henry Morgenthau, Jr.
Henry Morgenthau Jr. (Nova Iorque, 11 de maio de 1891 — Poughkeepsie, 6 de fevereiro de 1967) foi o 52.º Secretário do Tesouro dos Estados Unidos (1934-1945), atuando durante grande parte do mandato de Franklin D. Roosevelt e o início do mandato de Harry Truman. Morgenthau também é pai do procurador distrital de Nova Iorque Robert M. Morgenthau. 

## Inicio de vida
Henry Morgenthau Jr. nasceu no seio de uma família de religião judia em Nova Iorque. Teve três irmãs. No seu percurso escolar frequentou a actualmente chamada Escola Dwight. Estudou arquitectura e agronomia na Universidade de Cornell. Durante a Primeira Guerra Mundial, trabalhou na U.S. Farm Administration. Em 1929 Henry Morgenthau Jr. foi nomeado presidente do Comité Consultivo Agrícola do Estado de Nova Iorque e da Comissão da Conservação estadual.

## New Deal
Em 1933 Roosevelt tornou-se presidente dos Estados Unidos e Morgenthau foi escolhido como governador da Casa Federal da Administração. Em 1934, William H. Woodin demitiu-se do cargo por motivos de saúde e para o seu lugar foi nomeado Henry Morgenthau para Secretário do Tesouro dos Estados Unidos, deixando os conservadores descontentes. Para financiar a Segunda Guerra Mundial, ele elaborou um sistema de bónus de guerra.
Henry Morgenthau Jr., como secretário do Tesouro, foi a primeira pessoa que esteve na linha da possível presidência depois da demissão do secretário de estado Edward Stettinius, Jr.. Tivesse o presidente Truman morrido, pedido demissão ou se tivesse sido demitido das suas funções, Morgenthau ter-se-ia tornado presidente em exercício dos Estados Unidos até ao final do mandato presidencial em 1949.